# The Execution of Mary Stuart
The Execution of Mary Stuart je americký němý film z roku 1895. Režisérem je Alfred Clark (1873–1950). Film trvá necelou půlminutu a byl natočen pomocí Edisonova kinetoskopu. Film je považován za jeden z prvních amerických filmů, který se netočil ve studiu Černá Marie, který využil speciální efekty a ve kterém vystupují profesionální herci. Zároveň se velice pravděpodobně jedná o první historický film v historii kinematografie.
Film je volným dílem.

## Děj
Film zachycuje popravu skotské královny Marie Stuartovny. Královna položí hlavu, kterou kat usekne od těla a následně zvedne ze země. V pozadí popravě přihlíží několik diváků.
Kamera samozřejmě před momentem utnutí hlavy zastavila natáčení a začala znovu natáčet až když herečka opustila místo a byla nahrazena figurínou. Někteří diváci to však nepoznali a mysleli si, že herečka byla opravdu sťata.